# Tavolníkovec stromovitý
Tavolníkovec stromovitý (Sorbaria kirilowii, syn. S. arborea) je opadavý keř z čeledi růžovité.

## Popis
Výběžkatý keř, větévky kulaté, pupeny vejcovité s několika šupinami, listy střídavé, lichozpeřené, lístky pilovité, květy malé, ale ve velkých koncových latách, bílé, plodem je měchýřek s četnými semeny, množení semenem, zelenými řízky, dělením, oddělky a kořenovými řízky.

## Použití
Do sadových úprav soliterně nebo do skupin.